# 魚屋北溪
魚屋北溪（日语：魚屋北渓，1780年—1850年5月20日）是日本江戶時代的男性浮世繪畫師。

## 生平
個人本名為岩窪初五郎；名諱辰行。年輕時曾於狩野派繪師狩野惟信下學習美術技法，之後改成為葛飾北齋的子弟；並且是葛飾北齋第一位收留的門生。因生於經營魚店的家庭，在葛飾北齋門下出師後便以魚屋北溪作為個人名號，另外也曾用過拱齋、葵岡、葵園等等稱號名稱。
從1800年起，魚屋北溪主要從事替和歌或狂歌之類書冊的插圖提供，另外在1820年至1830年期間也曾自費出版大量版畫作品。
魚屋北溪在1850年死後葬於杉並區一帶的立法寺，而個人生前培養出的子弟則有岳亭春信、葵岡溪栖等人。

## 相關個人作品

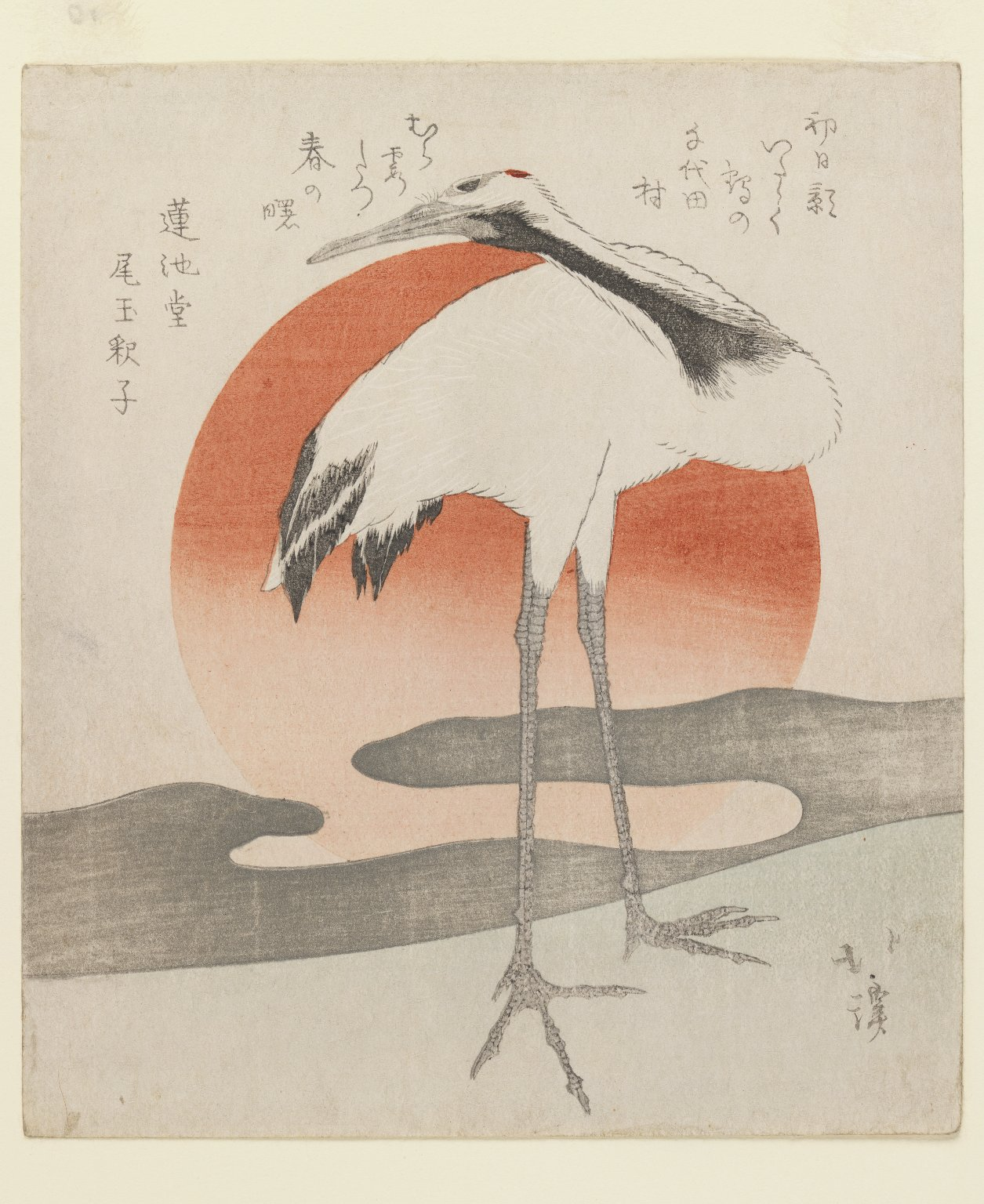
鶴與新年朝陽
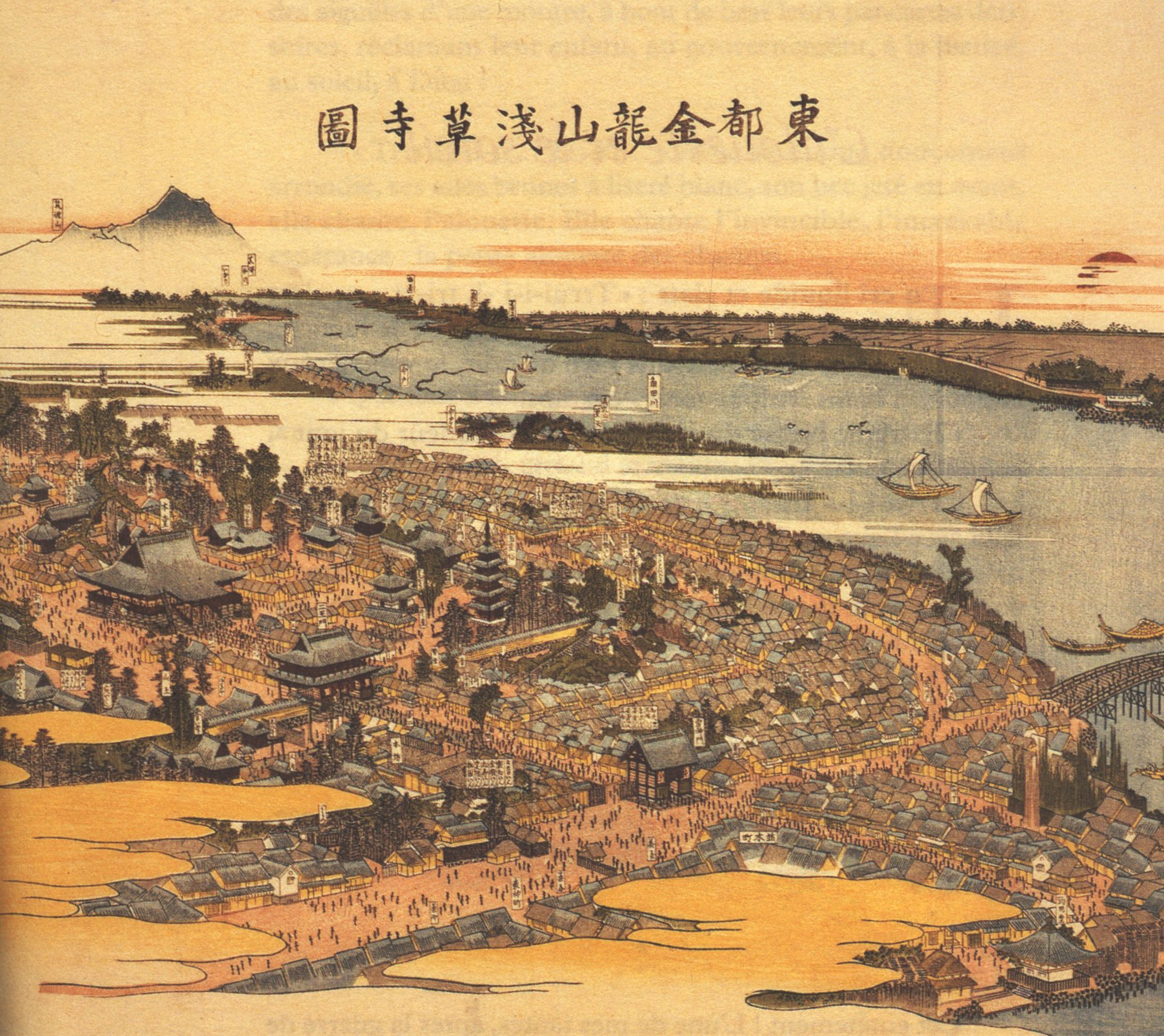
東都金龍山淺草寺

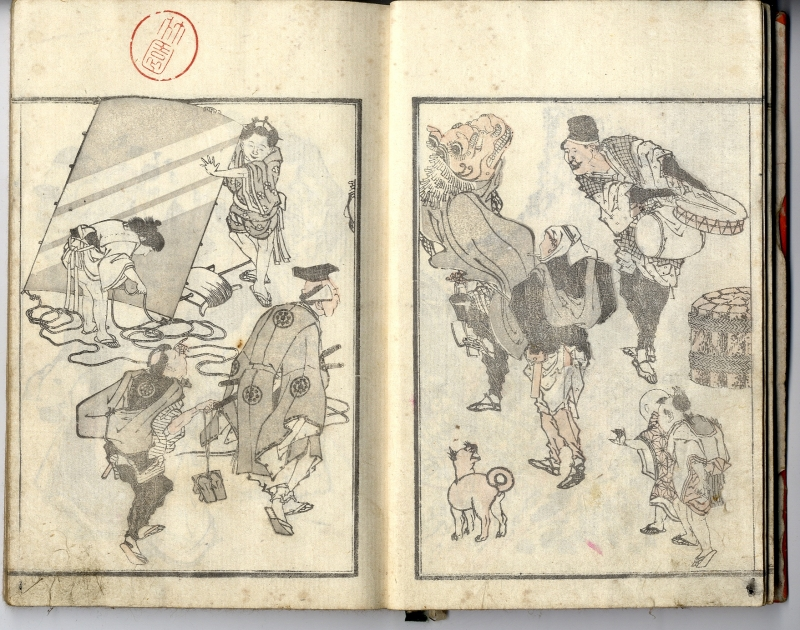
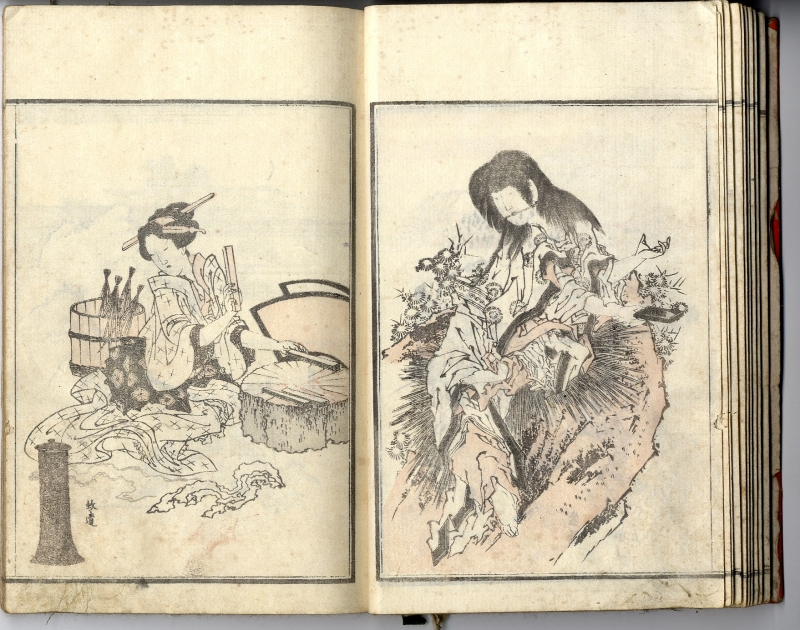
北溪漫畫系列
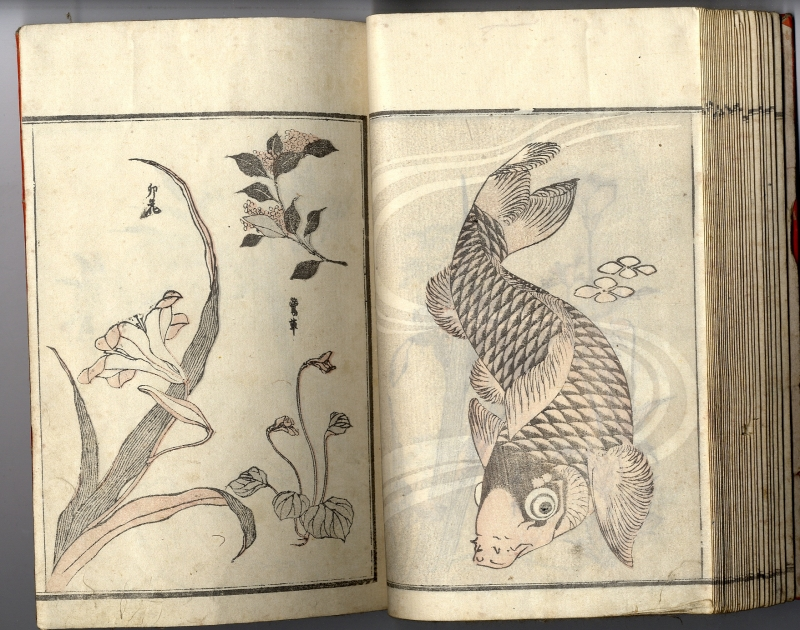